# Paul Hildebrandt (Pädagoge)

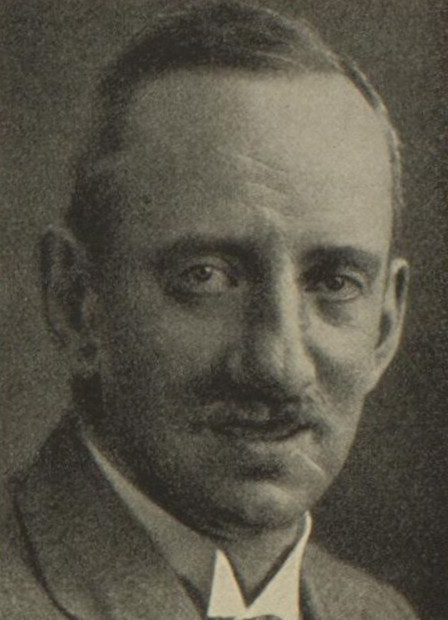
Paul Hildebrandt, um 1927

Paul Hildebrandt (* 21. Juli 1870 in Berlin; † 26. November 1948 ebenda) war ein deutscher Gymnasiallehrer, Altphilologe, Schulreformer und Berliner Stadtverordneter.

## Leben

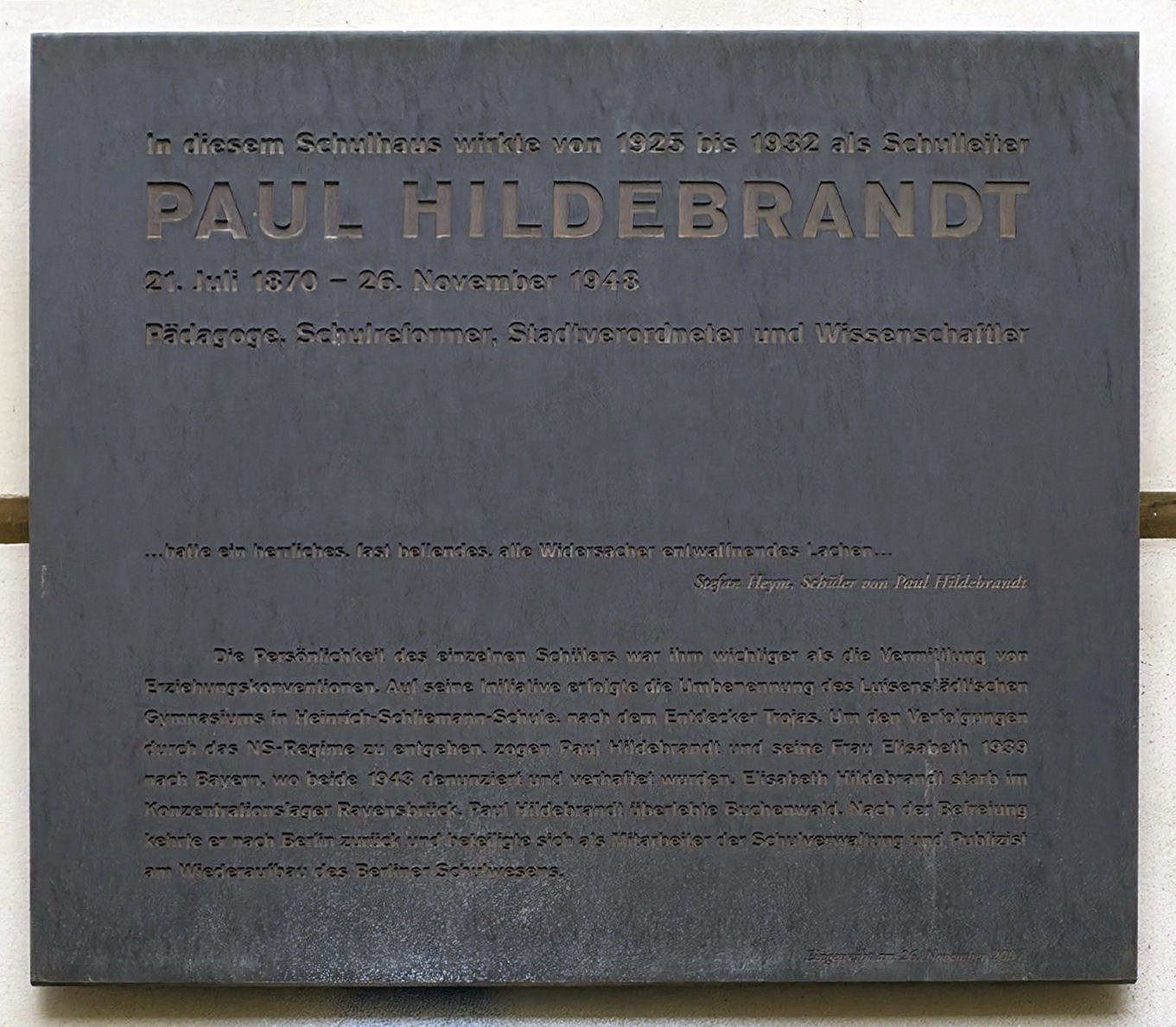
Gedenktafel am Haus, Gleimstraße 49, in Berlin-Prenzlauer Berg

Hildebrandt studierte an der Universität Berlin Klassischer Philologie sowie Fächer Religion und Geschichte. Nach seiner Promotion als Altphilologe 1894 war Hildebrandt fast 30 Jahre im höheren Schuldienst tätig. Etwa die Hälfte dieser Zeit arbeitete er am Berlinischen Gymnasium Zum Grauen Kloster als Oberstudienrat.
Nach der Novemberrevolution von 1918 schloss sich Hildebrandt der Deutschen Demokratischen Partei an.
Seit 1920 schrieb Hildebrandt Beiträge für die Vossische Zeitung, die Berliner Morgenpost und andere, wobei er sich speziell schulpolitischen Ereignissen, pädagogischen Fragen und Aspekten einer notwendigen Schulreform widmete. Ab dem Jahre 1923 leitete er die „Pädagogische Sprechstunde“ beim Ullstein Verlag.
Im Jahre 1924 wurde er als Mitglied der DDP in die Berliner Stadtverordnetenversammlung gewählt.
Hildebrandt übernahm am 26. Januar 1925 bis zu seiner Versetzung in den altersbedingten Ruhestand am 1. Oktober 1932 das Luisenstädtische Gymnasium als Rektor. Unter seiner Führung wurde das Gymnasium im Jahre 1928 in Heinrich-Schliemann-Gymnasium umbenannt. Er nutzte sein Betätigungsfeld, um seine pädagogischen Grundsätze in die Erziehungspraxis umzusetzen:
- Er verschaffte seinen Schülern die Möglichkeit, Wünsche, Klagen und Beschwerden – auch über Lehrer – unmittelbar beim Rektor vortragen zu können.
- Er erlaubte die Wahl von Schülervertretungen und räumte ihnen ein breites Mitspracherecht in schulischen Belangen ein.
- Er führte berufsorientierende Exkursionen in Betriebe ein.
- Er unterstützte die Schüler bei der Organisation von mehrwöchigen Aufenthalten im Schullandheim und von Ferienfahrten.

Zur festeren Bindung seiner Schüler an ihr Gymnasium wurden Freizeitangebote geschaffen.
Einer seiner Schüler war Stefan Heym, dem Hildebrandt trotz Rauswurfes aus dessen Chemnitzer Gymnasium wegen eines antimilitaristischen Gedichts die Möglichkeit bot, das Abitur zu machen.
Nach seiner Versetzung in den Ruhestand im Jahre 1932 zog Hildebrandt 1939 mit seiner Frau Else Hildebrandt nach Ramsau bei Berchtesgaden. Von dort wurden er und seine Frau im Dezember 1943 auf Grund einer Denunziation durch den Ramsauer NSDAP-Ortsgruppenleiter als „versteckte Gegner des nationalen Staates“ ins Konzentrationslager Buchenwald bzw. ins Konzentrationslager Ravensbrück verschleppt. Während seine Frau in Ravensbrück umkam, konnte Hildebrandt 1945 als mittlerweile 74-Jähriger seine Befreiung aus dem KZ erleben. Er zog wieder nach Berlin zurück.
Paul Hildebrandt stellte sich anschließend ohne Zögern zur Verfügung, um ein demokratisches Bildungswesen in Berlin aufzubauen. Er arbeitete als Referent im Hauptschulamt und kümmerte sich besonders um den Aufbau von Büchereien zur Ausbildung von Schulhelfern in den Berliner Stadtbezirken.
Hildebrandt arbeitete darüber hinaus als ständiger Mitarbeiter beim Telegraf und beim Rundfunk im amerikanischen Sektor, wo er Beiträge zu Charakter und Inhalt der neuen Schule in einem demokratischen deutschen Staat lieferte. Vom Herbst 1946 bis zu seinem Tode 1948 war Hildebrandt Herausgeber der neu gegründeten illustrierten Jugendzeitschrift Ins neue Leben, die im britischen Sektor von Berlin erschien.
Am 26. November 1948 starb Hildebrandt in Berlin im Alter von 78 Jahren. Ihm zu Ehren wurde am 26. November 2004 eine Gedenktafel am Gebäude der 11. Grundschule, dem früheren Luisenstädtischen Gymnasium, in der Gleimstraße 49 in Berlin-Prenzlauer Berg angebracht.

## Veröffentlichungen (Auswahl)
- Das Spielzeug im Leben des Kindes, Berlin, 1904.
- Wie verbilligt man die Schulbücher?, in: Vossische Zeitung, 27. September 1922, Erste Beilage.
- Es darf wieder geprügelt werden in: Berliner Morgenpost, 4. Februar 1933